# Musafirkhana
Musafirkhana é uma cidade e uma nagar panchayat no distrito de Sultanpur, no estado indiano de Uttar Pradesh.

## Geografia
Musafirkhana está localizada a 26° 22′ N, 81° 48′ L. Tem uma altitude média de 102 metros (334 pés).

## Demografia
Segundo o censo de 2001, Musafirkhana tinha uma população de 7373 habitantes. Os indivíduos do sexo masculino constituem 53% da população e os do sexo feminino 47%. Musafirkhana tem uma taxa de literacia de 66%, superior à média nacional de 59.5%: a literacia no sexo masculino é de 75% e no sexo feminino é de 57%. Em Musafirkhana, 15% da população está abaixo dos 6 anos de idade.